# Prowincja Wschodnia (Rwanda)
Prowincja Wschodnia – jedna z pięciu prowincji Rwandy, powstałych 1 stycznia 2006. Została stworzona jako część rządowego programu decentralizacji mającego na celu reorganizację struktur administracyjnych kraju.
Składa się z dawnych prefektur Kibungo i Umutara oraz większej części Kigali Rural.
Jest podzielona na 7 dystryktów:
- Bugesera
- Gatsibo
- Kayonza
- Kibungo
- Kirehe
- Nyagatare
- Rwamagana